# Oddział terapeutyczny dla skazanych uzależnionych od alkoholu
Oddziały terapeutyczne dla skazanych uzależnionych od alkoholu prowadzą specjalistyczne oddziaływania na uzależnionych od alkoholu osadzonych. Takie działania prowadzi 11 oddziałów terapeutycznych znajdujących się w aresztach śledczych, zakładach karnych oraz w systemie terapeutycznym poza oddziałem.
Uzależnienie od alkoholu utrudnia po wyjściu na wolność powrót do funkcjonowania w społeczeństwie np. praca, rodzina, szersze kręgi społeczne. Dlatego tak ważne jest funkcjonowanie oddziałów terapeutycznych i walka z nałogiem.
Programy terapeutyczne trwają zazwyczaj ok. 3 miesięcy. 
Zakłady karne realizują programy oddziaływania w oparciu o Osobiste Plany Terapii.
Zgodnie z § 18 rozporządzenia Ministra Sprawiedliwości z dnia 14 sierpnia 2003 r. w sprawie sposobów prowadzenia oddziaływań penitencjarnych w zakładach karnych i aresztach śledczych (Dz.U. z 2024 r. poz. 1344) prowadząc oddziaływania w systemie terapeutycznym, uwzględnia się w szczególności:
- indywidualne i grupowe metody oddziaływań terapeutycznych
- nadrzędność oddziaływań terapeutycznych nad pozostałymi oddziaływaniami penitencjarnymi
- integrację oddziaływań terapeutycznych z innymi oddziaływaniami prowadzonymi w zakładzie.

Opracowanie indywidualnego programu terapeutycznego powinno odbywać się przy udziale skazanego (§ 21 ust. 4 rozporządzenia w sprawie prowadzenia oddziaływań...). Indywidualny program oddziaływania aktualizuje się w zależności od potrzeb (§ 21 ust. 5 rozporządzenia w sprawie prowadzenia oddziaływań...). 
W programie terapeutycznym należy zwrócić uwagę na konieczność edukacji na temat:
- specyfiki procesu terapeutycznego w warunkach izolacji penitencjarnej
- podstawowych pojęć psychologicznych
- podstawowych procesów psychicznych wpływających na zachowanie
- specyfiki alkoholizmu
- sposobu działania alkoholu na organizm człowieka
- skutków używania alkoholu
- związku pomiędzy używaniem alkoholu a przestępstwem.

W realizacji założonych celów terapeutci współpracują ze lokalnymi grupami wspólnoty Anonimowych Alkoholików.
W zakładach karnych i aresztach śledczych działa 25 Klubów Abstynenta. 
W 11 oddziałach terapeutycznych zatrudnionych jest ponad 60 pracowników. 
Są to: 
- terapeuci
- kierownicy działów
- wychowawcy
- psychologowie
- pielęgniarki.

Kodeks karny wykonawczy i Regulamin wykonywania kary pozbawienia wolności, obowiązujące od dnia 1 września 1998 roku, włączył lecznictwo odwykowe w system terapeutyczny, realizowany przede wszystkim w oddziałach terapeutycznych dla skazanych uzależnionych od alkoholu.